# سندی کنیون
سندی کنیون (انگلیسی: Sandy Kenyon؛ ۵ اوت ۱۹۲۲ – ۲۰ فوریهٔ ۲۰۱۰) هنرپیشه اهل ایالات متحده آمریکا بود. از فیلم‌هایی که وی در آن‌ها نقش داشته است، می‌توان به باد آورده را باد می‌برد اشاره نمود.